# L'Apparition de la famille de l'artiste
L'Apparition de la famille de l'artiste est un tableau réalisé par le peintre soviétique puis français Marc Chagall entre 1935 et 1947. Il est conservé au Palais des Beaux-Arts de Lille.

## Description
Cette huile sur toile de lin est un portrait de famille où l'artiste se représente à son chevalet entouré de membres de sa famille. Entrée par dation en 1988 dans les collections du musée national d'Art moderne, à Paris, elle se trouve en dépôt au palais des Beaux-Arts, à Lille, depuis le 15 juin 1990.